# Dahabaya Oumar Souni

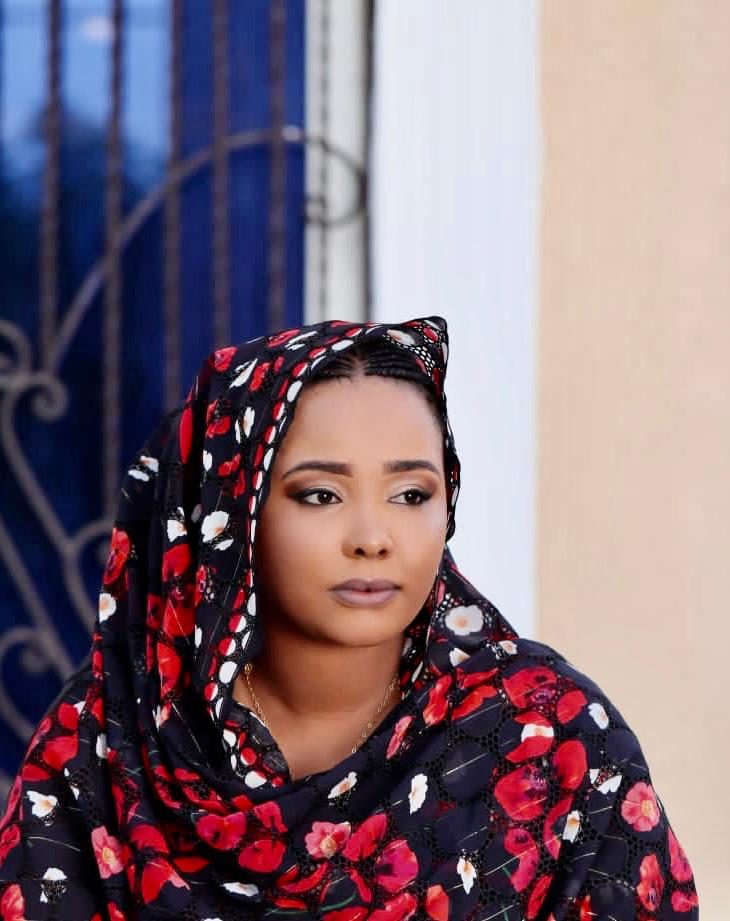
Dahabaya Oumar Souni

Dahabaya Oumar Souni (* 6. Dezember 1992 in N’Djamena, Tschad) ist eine tschadische Journalistin und Medienberaterin des Präsidenten des Militärischen Übergangsrats von Tschad. Sie ist die dritte Ehefrau von Mahamat Déby, dem Interimspräsidenten von Tschad seit dem Tod von Idriss Déby am 19. April 2021, und seit 2021 die First Lady von Tschad.

## Biografie

### Frühes Leben
Souni ist die Tochter von General Oumar Souni, der aus Mourtcha im ehemaligen Departement Ennedi Ouest stammt und dem Gaida-Clan des Volkes der Toubou angehört. Er bekleidete unter den Regimes von Idriss Déby und Hissène Habré mehrere hohe Positionen in der Nationalen Armee des Tschad. Er war Befehlshaber der National- und Nomadengarde (GNNT) und Stabschef der Armee (CEMAT) unter Präsident Idriss Déby und Befehlshaber der Spezialbrigade für schnelles Eingreifen (BSIR) unter Hissène Habré. Ihre Mutter, Ache Touka Haliki, stammt aus Faya-Largeau im Tschad und gehört zum Anakhaza-Clan des Toubou-Volkes. Ache Touka Haliki ist die Tochter von General Touka Haliki Elehi, einem hohen Beamten, der seit der Unabhängigkeit des Landes im Jahr 1960 im Dienst war. 
Dahabaya Oumar Souni wurde in N’Djamena geboren. Sie ist das sechste von mehreren Geschwistern. Ursprünglich stammt sie aus dem Norden des Landes und gehört dem Volk der Toubou an und hat eine vielfältige Abstammung. Durch ihre Eltern ist sie Toubou-, Zaghawa- und arabischer Abstammung. Aufgrund der militärischen Laufbahn ihres Vaters verbrachte Souni ihre Kindheit in verschiedenen Städten des Tschad, darunter Sarh, Bardaï und Faya.

### Karriere und Bildung
Dahabaya Oumar Souni schloss 2014 ihr Studium an der École supérieure des sciences et techniques de l'information et de communication de Yaoundé in Kamerun mit einem Diplom in Journalismus ab. Sie hat sich auf politische Kommunikation und Pressearbeit spezialisiert. Sie begann ihre Karriere im Januar 2015 im Nationalen Büro für Hörfunk und Fernsehen (ORNTV). Im September 2015 wechselte sie in das Presseteam des Büros des Präsidenten von Tschad unter ihrem Schwiegervater, dem damaligen Präsidenten Idriss Déby. 2017 wurde Souni zur Redaktionsleiterin in der Direktion für Kommunikation des Präsidenten (DGCOM/PR) befördert. Im Jahr 2018 wurde sie Direktorin für Öffentlichkeitsarbeit und audiovisuelle Archive, eine Position, die sie bis Mai 2021 innehatte. Sie arbeitete eng mit ihrem Schwiegervater Idriss Déby zusammen, bis zu dessen Tod im April 2021.
Im Mai 2021 wurde Dahabaya Oumar Souni zur Medienberaterin der Präsidentschaft des Militärischen Übergangsrats ernannt und arbeitet nun an der Seite ihres Ehemanns Mahamat Déby.
Souni ist die dritte der drei Ehefrauen von Präsident Mahamat Déby und gilt seit 2021 als die First Lady des Tschad.